# Outlaw Golf
『Outlaw Golf』（アウトローゴルフ）は、アメリカのゲームソフトメーカーHypnotix社が開発したXbox用のゴルフゲーム。日本では2003年10月23日にマイクロソフトより「Xboxワールドコレクション」として発売された。互換性パッチが存在しないので、Xbox 360でのプレイはできない。
プレイヤーキャラクターとして選べるのは10名で、4人までの同時プレイが可能。

## 概要
プレイヤーキャラクターの打つショットはキャラクターの精神状態によって左右され、ナイスショットを打てば精神状態がより良好になって調子がよくなるが、ミスショットをすれば逆に精神状態が悪くなり、更にミスショットが出やすくなるシステムになっている。これだけならまだ普通のゴルフゲームなのだが、本作の最大の特徴は「アウトロー」というタイトルどおり、キャディに暴行を加えることでストレスを発散して精神状態を回復するシステムが搭載されているという点である。パワーゲージを目押しすることで暴行は最大5連続のコンボとなり、コンボが長く続くほどよりストレスが解消できる。キャディに暴行が出来る回数には制限があるが、ホールでアンダーパーを出すごとに1回増える。
その一方で、ゴルフ場の風景やボールの挙動といった純粋なゴルフゲーとしてのリアルさもまた重視されており、良くも悪くも日本のゲームメーカーには見られない「洋ゲー」テイストの強いゲームと言える。
アメリカ国内ではXboxの他にニンテンドー ゲームキューブやWindowsパソコン用も発売されている。また、続編のOutlaw Golf2も発売された。